# Camenița
Camenița románul: Camenița, falu Romániában, a Bánságban, Krassó-Szörény megyében.

## Fekvése
Szikesfalu mellett fekvő település.

## Története
Cameniţa korábban Szikesfalu (Sicheviţa) része volt. 1956-ban vált külön településsé 21 lakossal.
1966-ban 52, 1977-ben 49, 1992-ben 28, a 2002-es népszámláláskor pedig 14 román lakosa volt.